# Assedio di al-Arish
L'assedio di al-Arish, avvenuto nel febbraio 1799, vide opporsi le forze francesi di Napoleone Bonaparte e le forze ottomane, arroccate nella fortezza sulla costa settentrionale del Sinai. Un accordo tra i due eserciti portò alla conquista francese della fortezza dopo un assedio durato undici giorni.

## Antefatti
Negli ultimi mesi del 1798, Napoleone aveva dovuto sedare una rivolta anti-francese ne il Cairo, sede designata dai francesi per governare il Paese africano. Le rivolte, che avevano causato numerosi morti tra i soldati francesi, tra cui un aiutante di campo di Napoleone, furono sedate nel sangue, dopo che i francesi fecero strage dei rivoltosi, spingendosi a fare decapitare chiunque fosse coinvolto nei moti.
Placata la rivolta, il generale corso decise di proseguire la sua spedizione militare in Egitto portando il suo esercito verso la Palestina: un esercito ottomani numeroso stava per partire dal nord della Siria per riprendere il possesso dell'Egitto.

## La battaglia
All'inizio della campagna napoleonica contro le forze turche in Siria e Palestina l'avanguardia francese si imbatte inaspettatamente contro una solida posizione difensiva presso la località di al-Arish.
La località, situata a metà della costa settentrionale della penisola del Sinai, ospitava una corposa guarnigione di soldati ottomani ed era un punto cruciale della traversata dell'esercito francese verso la Palestina: lasciarla alle spalle non era possibile. I francesi, tuttavia, non avevano con sé i mezzi per prendere d'assalto la città, non avendo portato con sé scale o cannoni di grosso calibro e dovettero attendere i rinforzi per poter proseguire.
Giunti i rinforzi, i francesi tentarono un approccio diplomatico con gli assediati: avrebbero avuto salva la vita, in cambio dovevano lasciare la città e giurare di non intervenire contro le forze francesi per un anno. Gli ottomani accettarono.

## Conseguenze
La piazzaforte cadde il 19 febbraio 1799.
Dopo aver ottenuto l'accordo con i turchi, Napoleone li rese liberi di andare dove preferivano. Commise però il grave errore di chiedere che uno dei loro contingenti fosse disarmato. Questo, nella tradizione turca, era una grave ed immediata violazione dell'accordo appena stipulato. I turchi obbedirono, ma si arroccarono a Giaffa, dove posero una strenua resistenza contro i francesi.
Cinque giorni dopo, Napoleone catturò Gaza, trovando vasti depositi di cibo e munizioni al suo interno.